# 3586 Васнецов
3586 Васнецов (енгл. 3586 Vasnetsov) је астероид главног астероидног појаса са средњом удаљеношћу од Сунца која износи 2,458 астрономских јединица (АЈ).
Апсолутна магнитуда астероида је 13,0.